# USS Bugara (SS-331)
Za druga plovila z istim imenom glejte USS Bugara.
USS Bugara (SS-331) je bila jurišna podmornica razreda balao v sestavi Vojne mornarice Združenih držav Amerike.